# Królik lwi

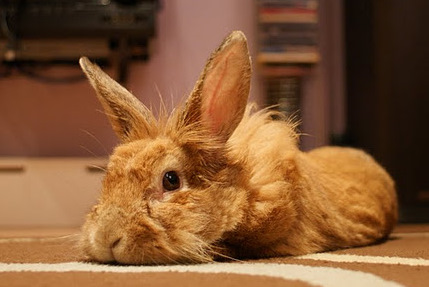

Królik lwi (brodaty, lwiogłowy) – rasa królika domowego, charakteryzująca się małą głową, masą ciała między 1,1 a 2,5 kg oraz uszami, które (podobnie, jak u angor) są krótsze w stosunku do innych ras.

## Charakterystyka ogólna

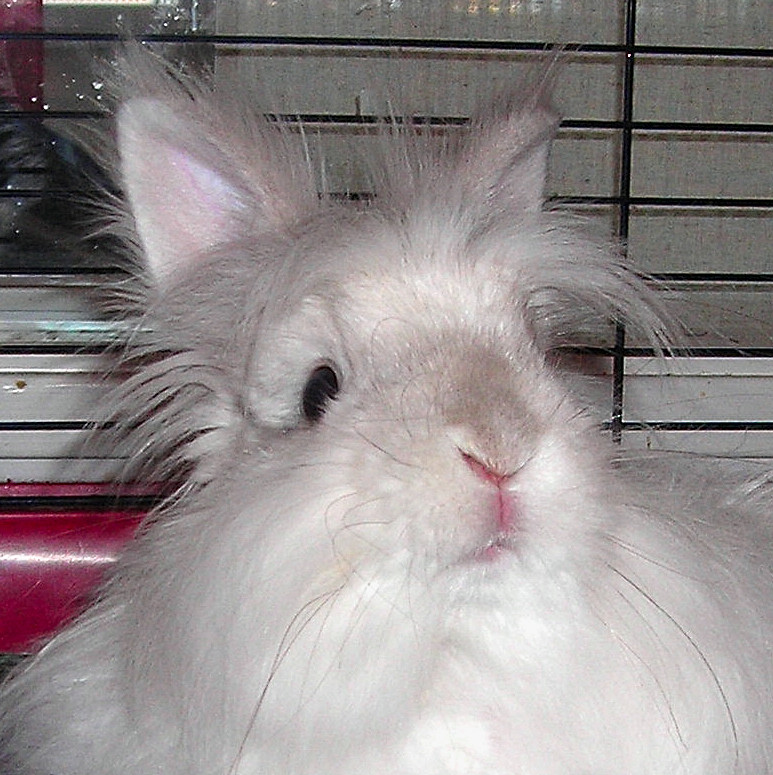
Biały królik lwiogłowy

Jest to jedna z najnowszych ras królików. Swój początek bierze w Belgii. Powstała z połączenia angora i karła belgijskiego. Hodowcy dążyli do wyhodowania królika, który będzie wzbudzał zainteresowanie podobne do angor, ale jednocześnie będzie łatwiejszy w hodowli.
Charakterystyczna, bujna grzywa otacza głowę. Dłuższe futro widoczne jest na policzkach i pod brodą, a także (w różnych ilościach) na grzbiecie.
Jeśli królik pochodzi z nierzetelnej hodowli, może się okazać trudnym określenie czy młody osobnik jest angorem, czy królikiem lwim; różnica zaznacza się w okolicach 4-6 miesiąca życia.
Króliki są zajęczakami i – w przeciwieństwie do gryzoni – żywią się głównie trawą i gałęziami. Królików nie należy karmić pożywieniem przeznaczonym np. dla chomików czy szczurów.

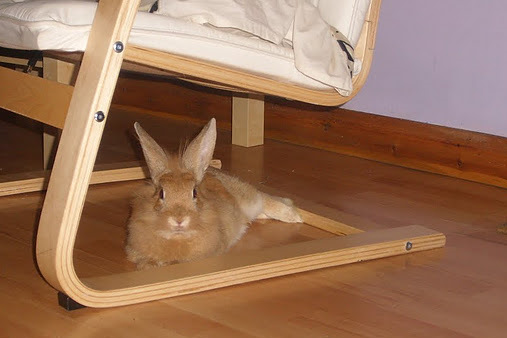
Domowy królik

Królik lwi ma wymagania i potrzeby podobne do innych królików domowych.

### Temperatura otoczenia
Ze względu na swoje bujne futro, króliki lwie są podatne na przegrzanie się. Zalecana temperatura otoczenia dla tych zwierząt to 13–21 °C. Sugeruje się nawet postawianie ich kojca w chłodniejszej części domu.